# نورمان رالف أوغسطين
نورمان رالف أوغسطين (بالإنجليزية: Norman R. Augustine)‏ (و. 1935 – م) هو رجل أعمال من الولايات المتحدة الأمريكية . ولد في دنفر، كولورادو .

## التعليم
تعلم في جامعة برنستون.

## جوائز وترشيحات
حصل على جوائز منها:
- قلادة العلوم الوطنية الأمريكية في مجال التكنولوجيا والابتكار
- ASME Medal.